# Hans Wolff (Mathematiker)
Hans Wolff (* 20. Dezember 1938 in Leipzig; † 17. November 2023) war ein deutscher Mathematiker. Er war Rektor der Universität Ulm, Vice-Chairman des Board of Trustees der German University in Cairo (GUC) und Gründungspräsident der Dualen Hochschule Baden-Württemberg.

## Leben und Wirken
Hans Wolff besuchte 1946 bis 1949 die Volksschule in Wahrstedt und 1949 bis 1958 die Neue Oberschule Braunschweig, wo er das Abitur ablegte. Von 1958 bis 1964 studierte er Mathematik und Physik an der TH Braunschweig. Nach Promotion bei Ernst Henze (1969), der Habilitation im Fach Mathematik (1979) wurde er 1984 zum außerplanmäßigen Professor an der Technischen Universität Braunschweig ernannt.
Hans Wolff wurde 1987 als Professor an die Universität Ulm berufen. Von 1991 bis 1993 war er Dekan der Fakultät für Mathematik und Wirtschaftswissenschaften. Von 1995 bis 2003 war er Rektor der Universität Ulm, von 1998 bis 2000 außerdem als erster Ulmer Rektor Vorsitzender der Landesrektorenkonferenz Baden-Württemberg und von 1998 bis 2003 Mitglied im Senat der Hochschulrektorenkonferenz.
Daneben engagierte er sich auf dem Fachgebiet Statistik in Industrieunternehmen, Verbänden und außeruniversitären Forschungseinrichtungen.
Seit 2003 war Wolff Vice-Chairman des Board of Trustees der German University in Kairo. Im Jahr 2009 wurde er zum Gründungspräsidenten der DHBW berufen. Diese Tätigkeit übergab er am 28. Februar 2011 seinem Nachfolger Reinhold R. Geilsdörfer.
Kommunalpolitische Erfahrung erwarb Hans Wolff in Niedersachsen als Samtgemeindebürgermeister von Velpke und Mitglied des Kreistages.
Hans Wolff war verheiratet und hatte ein Kind.

## Auszeichnungen
- 2004: Bundesverdienstkreuz am Bande[3]
- 2005: Ehrenbürger der Universität Ulm[4]
- 2011: Verdienstorden des Landes Baden-Württemberg[5]